# Фудзівара но Юкінарі
Фудзівара но Юкінарі (*藤原 行成, 972  —3 січня 1027) — середньовічний японський державний діяч, видатний каліграф періоду Хейан. Один з «Трьох пензлів» (разом з Оно но Мітікадзе і Фудзівара но Сукемаса).

## Життєпис
Походив з аристократичного роду Фудзівара. Син поета Фудзівара но Йошітаки та онук Фудзівара но Коретада, великого державного міністра. Народився у 972 році, але у 974 році втратив батька. Після цього опинився під опікою діда по материнській лінії — принца Каненорі. Здобув гарну освіту, захопився японською каліграфією (вайо-сьодо).
У 982 році відбулася церемонія повноліття (гемпуку). 984 року надано нижчу ступінь молодшого п'ятого рангу. 986 року увійшов до Відомства прислуги Управління Імператорського двору. Того ж року очолив емонфу (службу з охорони зовнішніх брам імператорського палацу). 987 року отримав вищу ступінь молодшого п'ятого рангу.
990 року призначено кокусі провінції Бінґо. 991 року Юкінарі надано старший п'ятий ранг, а 993 року — нижчу ступінь молодшого четвертого рангу. У 995 році оцінівши витримку Юкінарі під час дискусії з Фудзіварою но Санекатою імператор Ітідзьо призначив Фудзівара но Юкінарі головним архіваріусом (куродо-но-то). 996 року стає заступником міністра народних справ. 997 року на посаді кокусі керував провінцією Бідзен. 998 року отримав вищу ступінь молодшого четвертого рангу. 999 року вдруге призначено кокусі провінції Бінґо, а потім також провінції Ямато.
1000 року отримав старший четвертий ранг. У 1001 році стає імператорським радником з нижчим ступенем молодшого третього рангу. 1003 року Юкінарі отримав вищу ступінь молодшого третього рангу. 1004 року призначено кокусі провінції Мімасака. Того ж року призначено до Міністерства війни. 1005 року отримав посаду кокусі провінції Харіма.
1007 року отримав молодший другий ранг. 1009 року надано посаду середнього державного радника. 1013 року отримав старший другий ранг. 1017 року стаж почесним середнім державним радником. 1019 року призначено головою Дадзайфу.
1020 року стає старшим державним радником. 1026 року призначено імператорським інспектором (адзеті) над провінціями. Помер Фудзівара но Юкінарі у 1027 році.

## Творчість
Один з уславлених каліграфів Японії, відомих як «Три пензлі». Був відомий як майстер кана. Удосконалювач японського стилю каліграфії (вайо-сьодо) й засновник одного з провідних напрямів краснопису — Сесонджі-рю.
Його стиль був легким, рядки — вишуканими та витонченими. Символи добре збалансовані і добре на лінії. Письмо передає чисте і чітке почуття, що робить його приємним для читання. Найвідомішим прикладом каліграфії є напис 8 віршів китайського поета Бо Цзюй-і 1018 року, цей сувій натепер зберігається у Токійському національному музеї.
Також є автором щоденнику «Ґон-кі» («Нотатки почесного [старшого радника]»), в якому описуються тогочасні звичаїв аристократів, події придворного життя з 991 до 1011 року. Є важливим історичним джерелом стосовно періоду Хейан.
Учасник численних поетичних турнірів. Сучасникам був визнаний найпершим з сановників, що володіє поетичним даром і піднесеною витонченістю.